# Lissa & Kann

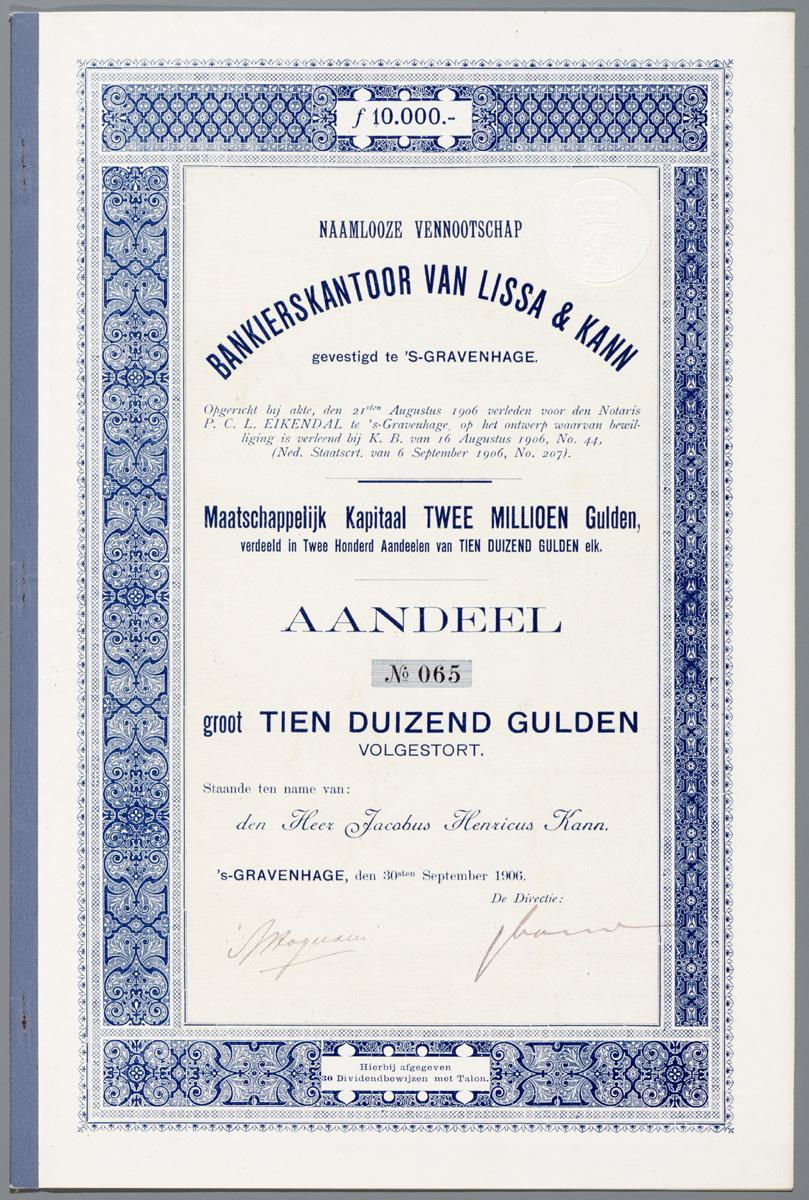
Aandeel van het NV Bankierskantoor van Lissa & Kann uit 1906

Lissa & Kann is een voormalig Nederlands bankiershuis. In 1940 werd het overgenomen door Hope & Co, en sinds 1966 maakt het deel uit van Bank Mees & Hope.
Firma Lissa & Kann was een van de oudste bankiershuizen van Nederland. Hij werd op 5 juni 1805 opgericht door twee Poolse joden, Hirschel Eliazer Kann (Den Haag, 22 augustus 1810 - aldaar 26 mei 1890) en zijn schoonzoon Moses Calmus Lissa (Lissa, ± 1757 - 18 mei 1847).
In 1891 overleed Hirschels zoon Maurice, en ging het aandeel van Maurice over op diens zoon Jacobus Henricus Kann (1872-1944), die zijn opleiding had gevolgd bij H. Oyens & Zonen. In 1899 associeerde Kann zich met mr Simon Jan Hogerzeil. In 1906 werd de firma omgezet in NV Bankierskantoor van Lissa & Kann.
Het archief van het bankierskantoor Lissa & Kann is ondergebracht bij het Haags Gemeentearchief.